# OBERIU

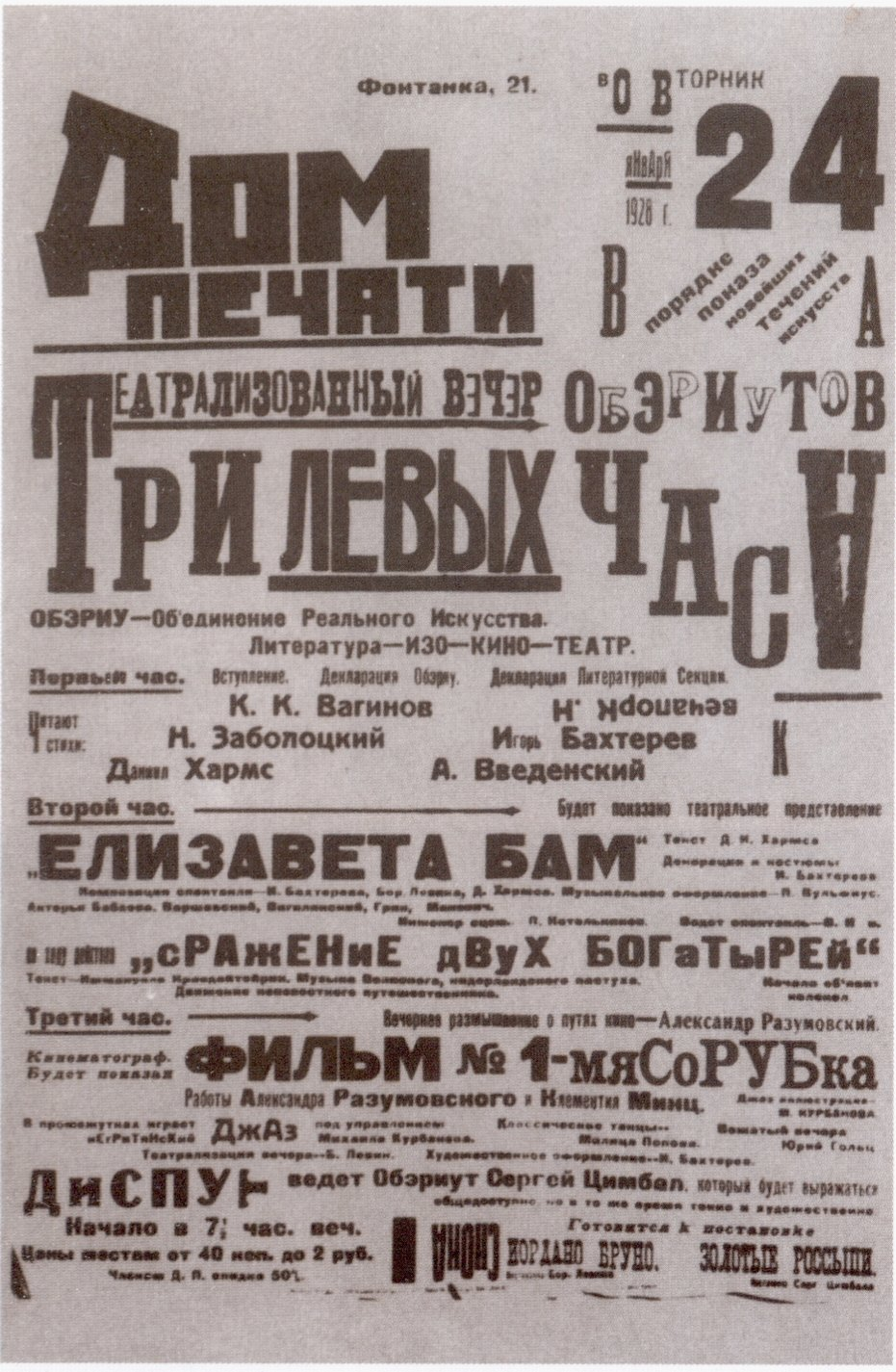
En affisch till OBERIU poetiska evenemang Tre vänstra timmar från 1928.

OBERIU (Ryska: ОБЭРИУ – en förvriden akronym av 'Ob"edinenie real'nogo iskusstva'; Svenska: Föreningen för den reella konsten) är en självbeteckning för en grupp av poeter, författare och kulturpersonligheter som verkade i Leningrad från 1927 till 1930, då deras sista offentliga uppträdande ägde rum. Det finns en uppfattning om att OBERIU var den sista, mest extravaganta och kanske den viktigaste manifestationen av det sovjetiska litterära avantgardet i slutet av 1920-talet.

## Medlemmar
Inledningsvis inkluderade OBERIU-gruppen författarna Daniil Charms (1905-1942), 
Alexander Vvedensky (1904-1941) och Nikolai Zabolotsky (1903-1958), senare anslöt Konstantin Vaginov (1899-1934) och Nikolai Oleinikov (1898-1937). Författarna och diktarna Igor Bakhterev (1908-1996), Yury Vladimirov (1908-1931), Boris (Doyvber) Levin (1904-1941) samarbetade också med oberiuterna. Filosoferna Leonid Lipavsky (1904-1941) och Yakov Druskin (1901-1980) skapade gruppens ideologiska bas. Oberiuterna stöddes av sådana kultkonstnärer från ryska avantgardet som Kazimir Malevich och Pavel Filonov.

## Historia
Gruppens början anses vara deras första arrangemang "Tre vänstra timmar", som hölls i Leningrad pressklubb den 24 januari 1928. Den första timmen ägnades åt en diktläsning, den andra - pjäsen "Elizaveta Bam" skriven av Charms, med Bakhterevs abstrakta dekorationer. Den tredje timmen tillägnades filmen "Film №1. Köttkvarn" (senare förlorad) av Klementij Mintz och Alexander Razumovsky.
Samma kväll offentliggjordes även OBERIU-deklarationen som beskrev gruppens grundläggande kreativa principer. Uppträdandet var en stor framgång och den efterföljande diskussionen fortsatte fram till morgonen. 
Den officiella mediareaktionen var extremt ovänlig och oberiuterna arrangerade aldrig mer stora offentliga framträdanden. Fram till april 1930 anordnade de bara mindre program. Kvällen den 8 april 1930 i Leningrads statliga universitets studenthem blev gruppens sista. Efter pressens starka negativa reaktion blev oberiuterna rädda för myndigheternas repressioner och gruppen bröt slutligen upp. Gruppmedlemmarna arbetade inte längre tillsammans, men träffades och upprätthöll vänliga relationer. 
Repressioner, krig och belägringen av Leningrad under andra världskriget ledde till att många arkiv gick förlorade och endast en liten del av oberiuternas verk har kunnat bevaras. Charms-arkivet räddades och behölls av hans fru Marina Malick.

## Ideologi
Oberiuterna kallar sig i sin "Deklaration" för poeter av en ny världsutsikt och ny konst, skapare av inte bara det nya poetiska språket utan även skaparna av en ny känsla för livet och dess ämnen.
Enligt organisatörernas idé skulle OBERIU bestå av fem grupper fördelade inom litteratur, visuell konst, drama, film och musik samt koncentrera huvudstyrkorna i Leningrads vänskapskonst kring dem själva. Men av alla grupper fanns i realiteten endast de litterära och teatraliska, vilka innehöll nästan samma deltagare.    
En grundläggande del av OBERIU-ideologin, som de delvis lånade från Futuristerna och Imaginisterna som föregick dem, var idén om liv som en kreativ handling, omvandlingen av privatlivet till ett konstverk. Många författare noterar även oberiuternas och surrealisternas ideologiska och stilistiska likhet.

## Gruppmedlemmarnas öde
Under 1930-talet hade Zabolotsky, Charms och Vvedensky ingen möjlighet att publicera sina OBERIU-verk, då de tjänade sitt uppehälle genom att skapa dikter för barn och fram till 1960-talet var de två sistnämnda kända i Sovjetunionen enbart som barnlitteratursförfattare.
Den första vågen av repressioner svepte över barnlitteratursförfattarna i slutet av 1931, och trots att Charms och Vvedensky snart släpptes ut, innebar den växande politisering av barnlitteratur att nästa gripande var oundvikligt.  
Båda arresterades 1941. Vvedensky dog i ett fängelsetåg i december samma år och Charms hade dött av svält i en psykiatrisk avdelning av Kresty fängelse i början av 1942. Vladimirov dog av tuberkulos 1931, i en ålder av 22 år. Vaginov dog av tuberkulos i Leningrad den 26 april 1934. Oleynikov greps 1937 med andra barnlitteratursförfattare i Leningrad och sköts i fängelse den 24 november 1937. Officiellt meddelades att han dog av tyfus den 5 maj 1942.  Zabolotsky greps 1938 och deporterades till koncentrationslägret Gulag i Sibirien och senare till Kazakstan. Han släpptes ut efter andra världskriget. Levin omkom 1941 nära byn Pogoste vid Leningrad. Bakhterev överlevde, men hans oberiutiska verk publicerades utomlands först 1978. 

## OBERIU på Svenska
På svenska finns inga monografier om oberiuterna, och från gruppen översattes endast Charms, som är den mest kända av dem alla.